# Tošihide Saito
Tošihide Saito (japonsko 斉藤 俊秀), japonski nogometaš in trener, 20. april 1973.
Za japonsko reprezentanco je odigral 17 uradnih tekem.